# 漆黒のサステイン
「漆黒のサステイン」（しっこくのサステイン）は、今井麻美の楽曲。夏瞳が作詞、藤井雄大が作曲を手掛けた。今井の12枚目のシングルとして2014年3月26日に5pb.Recordsから発売された。

## 音楽性
本曲は、PS Vita用ゲーム『超女神信仰 ノワール 激神ブラックハート』のオープニングテーマに使用されたかっこいい曲。そのためレコーディング時はブラックハートの強さを意識しつつ「ワクワク感」を込めたという。当初はキーが半音低かったが、曲の世界観を反映するため少し上げる運びになったという。
PVは、ブラックハートに扮した今井がバンドのボーカルを務めるゴシック調的なヴィジュアル系をイメージした内容で、随所でブラックハートに扮した今井が肩より上のみのセミヌード姿を披露するシーンが挿入されている。

## シングルリリース
2014年3月26日に5pb.Recordsから発売された。今井のシングルとしては前作「星屑のリング」から9か月ぶりのリリースとなる。
販売形態はDVD付盤（FVCG-1292）・ノワールコラボ盤（FVCG-1293）・通常盤（FVCG-1294）の3種リリース。DVD付盤には本曲のPVを収録したDVDが同梱されており、コラボ盤はノワールからの手紙に加えボーナストラックとしてノワール特選システムボイスおよびノワール妄想ドラマ「ノワールと21人の仲間」が収録されている。 
2曲目「化身」は、PS Vita用ゲーム『コープスパーティー ブラッドドライブ』のオープニングテーマに使用された。ブラッドドライブはコープスパーティーの集大成として位置づけられているため、全体的に攻撃的なド肝を抜く曲に仕上がっている。なおレコーディングでは「恨み」を表現しながら歌ったという。

## シングル収録内容

### DVD付盤・通常盤
| #         | タイトル                         | 作詞      | 作曲      | 編曲       | 時間  |
| --------- | -------------------------------- | --------- | --------- | ---------- | ----- |
| 1.        | 「漆黒のサステイン」             | 夏瞳      | 藤井雄大  | 奥山アキラ | 4:08  |
| 2.        | 「化身」                         | 森由里子  | 濱田智之  | 伊藤俊     | 4:48  |
| 3.        | 「AQUAMARINE」                   | 森由里子  | 濱田貴司  | 濱田貴司   | 6:23  |
| 4.        | 「漆黒のサステイン -off vocal-」 |           |           |            | 4:07  |
| 5.        | 「化身 -off vocal-」             |           |           |            | 4:48  |
| 6.        | 「AQUAMARINE -off vocal-」       |           |           |            | 6:22  |
| 合計時間: | 合計時間:                        | 合計時間: | 合計時間: | 合計時間:  | 30:39 |

| #  | タイトル                                   | 作詞 | 作曲・編曲 |
| -- | ------------------------------------------ | ---- | ---------- |
| 1. | 「漆黒のサステイン」(Music Video)          |      |            |
| 2. | 「漆黒のサステイン」(Music Video -Making-) |      |            |

### ノワールコラボ盤
| #         | タイトル                                                    | 作詞      | 作曲      | 編曲       | 時間  |
| --------- | ----------------------------------------------------------- | --------- | --------- | ---------- | ----- |
| 1.        | 「漆黒のサステイン」                                        | 夏瞳      | 藤井雄大  | 奥山アキラ | 4:08  |
| 2.        | 「化身」                                                    | 森由里子  | 濱田智之  | 伊藤俊     | 4:48  |
| 3.        | 「AQUAMARINE」                                              | 森由里子  | 濱田貴司  | 濱田貴司   | 6:23  |
| 4.        | 「漆黒のサステイン -off vocal-」                            |           |           |            | 4:07  |
| 5.        | 「化見 -off vocal-」                                        |           |           |            | 4:48  |
| 6.        | 「AQUAMARINE -off vocal-」                                  |           |           |            | 6:25  |
| 7.        | 「ノワールからの手紙」                                      |           |           |            | 4:36  |
| 8.        | 「ノワール特選システムボイス」(Bonus Track)                 |           |           |            | 2:46  |
| 9.        | 「ノワール妄想ドラマ「ノワールと21人の仲間」」(Bonus Track) |           |           |            | 7:44  |
| 合計時間: | 合計時間:                                                   | 合計時間: | 合計時間: | 合計時間:  | 45:48 |

## チャート
| チャート（2014年）                | 最高位 |
| --------------------------------- | ------ |
| オリコン                          | 24     |
| Billboard JAPAN Hot Singles Sales | 23     |